# Ягубянц, Леон Андраникович
Леон Андраникович Ягубянц (5 февраля 1946, Люберцы, Московская область — 8 марта 2012, Вологда) — советский футболист, полузащитник. Советский и российский тренер, функционер.

## Биография
Воспитанник ДЮСШ «Торпедо» Люберцы.
Играл за команды «Авангард» Коломна (1967), «Строитель» Уфа (1969), «Завод „Фрезер“» Москва (1969).
После окончания малаховского филиала Московского института физкультуры сезон 1971 года провёл в «Динамо» Вологда.
До самой смерти работал в клубе на различных должностях: тренер в группе подготовки (1971—1975), тренер в команде (1976—1989, 2001—2004), главный тренер (1990—1993, 1997—1999), и. о. главного тренера (с июня 2002, 2007), начальник команды (2001—2006, 2009—2012), спортивный директор (2008). Тренер в команде «Чкаловец» Новосибирск (1994—1996).
Скончался в марте 2012 года от инсульта в возрасте 66 лет. Похоронен на Пошехонском кладбище.